# Regierung von Belarus

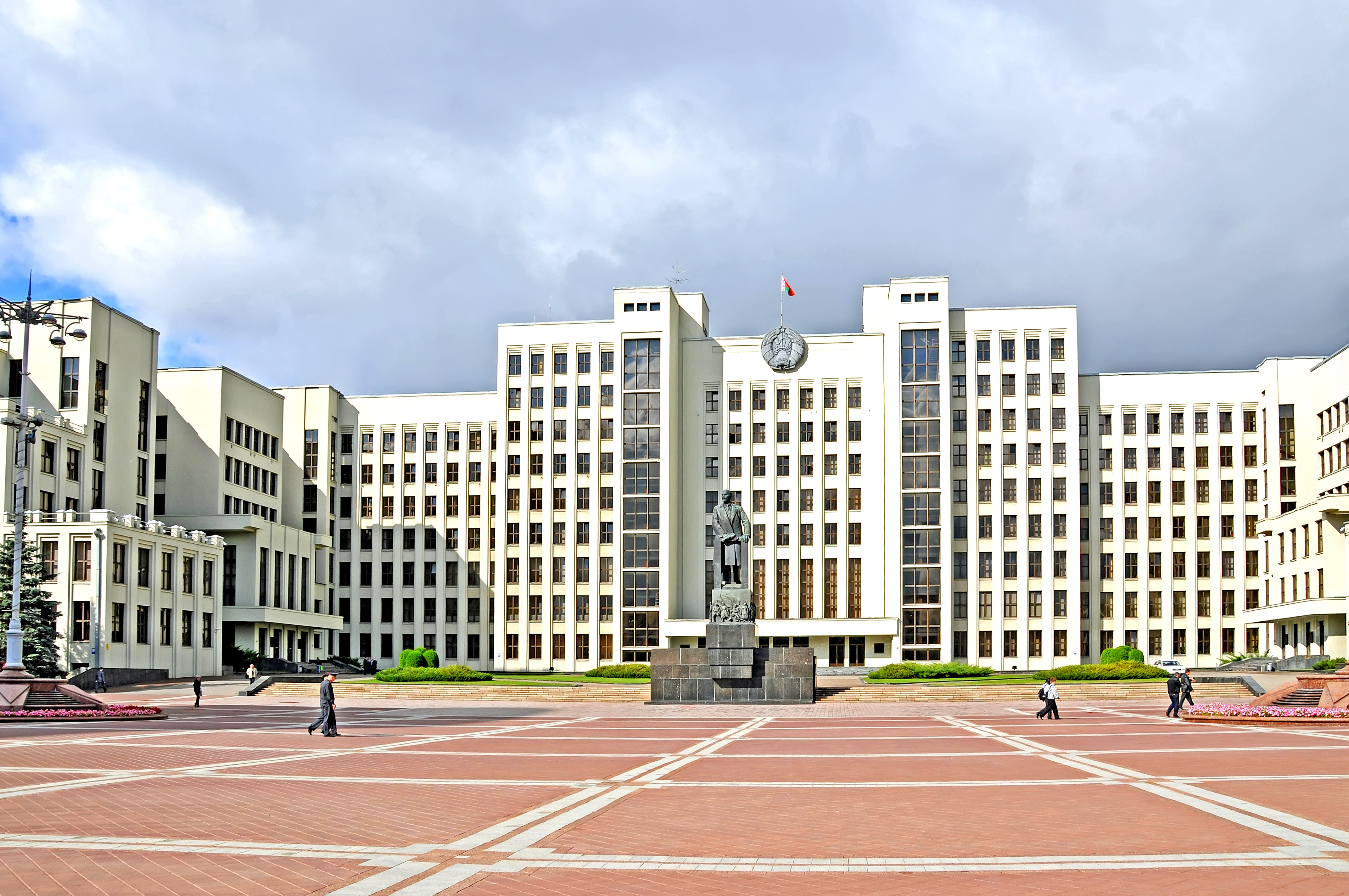
Sitz der Regierung in Minsk

Die Regierung von Belarus wird vom Ministerrat der Republik Belarus (belarussisch Савет Міністраў Рэспублікі Беларусь, Sawet Ministrau Respubliki Belarus), dem zentralen Organ der Exekutive von Belarus, wahrgenommen. Sein Status ist in Kapitel 5 (Artikel 106–108) der belarussischen Verfassung festgeschrieben. Der Ministerpräsident wird vom belarussischen Präsidenten mit Zustimmung des Repräsentantenhauses, dem Unterhaus von Belarus, ernannt.
Die Regierung setzt sich zusammen aus dem Ministerpräsidenten, den stellvertretenden Ministerpräsidenten, den Ministern, dem Leiter der Präsidialverwaltung und den Vorsitzenden der Staatsausschüsse, welche zwar keine Minister sind, aber der Regierung trotzdem angehören. Der Ministerpräsident, der erste stellvertretende Ministerpräsident, die stellvertretenden Ministerpräsidenten, die Minister für Wirtschaft, Finanzen und auswärtige Angelegenheiten, der Leiter der Präsidialverwaltung und der Vorsitzende des staatlichen Kontrollausschusses bilden zusammen das Präsidium der Regierung.

## Regierungsmitglieder

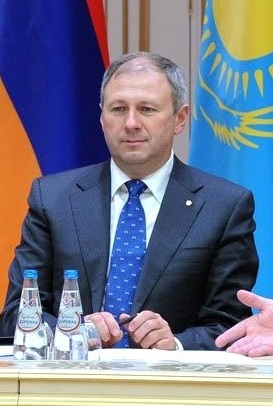
Ministerpräsident Sjarhej Rumas

| Amt                                                                 | Name                    |
| ------------------------------------------------------------------- | ----------------------- |
| Ministerpräsident von Belarus                                       | Sjarhej Rumas           |
| Erster stellvertretender Ministerpräsident                          | Dsmitry Krutoi          |
| stellvertretende Ministerpräsidenten                                | Uladsimir Dwornik       |
| stellvertretende Ministerpräsidenten                                | Uladsimir Kucharau      |
| stellvertretende Ministerpräsidenten                                | Igar Lyaschenka         |
| stellvertretende Ministerpräsidenten                                | Igar Petryschenka       |
| Minister für Landwirtschaft und Ernährung                           | Anatol Chazko           |
| Minister für Architektur und Bau                                    | Dsmitry Mikuljonak      |
| Kulturminister                                                      | Jury Bondar             |
| Verteidigungsminister                                               | Wiktar Chrenin          |
| Wirtschaftsminister                                                 | Aljaksandr Tscharwjakou |
| Bildungsminister                                                    | Igar Karpenka           |
| Minister für Notsituationen                                         | Uladsimir Waschtschanka |
| Energieminister                                                     | Wiktar Karankewitsch    |
| Finanzminister                                                      | Maksim Jermalowitsch    |
| Außenminister                                                       | Uladsimir Makej         |
| Forstminister                                                       | Wital Droschscha        |
| Gesundheitsminister                                                 | Uladsimir Karanik       |
| Minister für Wohnungswesen und kommunale Dienste                    | Aljaksandr Zerachay     |
| Industrieminister                                                   | Pawel Uzjupin           |
| Informationsminister                                                | Ales Karljukewitsch     |
| Innenminister                                                       | Jury Karajew            |
| Justizminister                                                      | Aleg Slischeuski        |
| Ministerin für Arbeit und Sozialschutz                              | Iryna Kaszewitsch       |
| Minister für natürliche Ressourcen und Umweltschutz                 | Andreu Chudyk           |
| Minister für Sport und Tourismus                                    | Sjargei Kawaltschuk     |
| Minister für Steuern und Abgaben                                    | Sjargei Naliwajko       |
| Minister für Telekommunikation und Informatisierung                 | Kanstanzin Schulgan     |
| Handelsminister                                                     | Uladsimir Kaltowitsch   |
| Minister für Verkehr und Kommunikation                              | Aljaksej Auramenka      |
| Leiter der Präsidialverwaltung                                      | Igor Sergeyenko         |
| Vorsitzender des Staatssicherheitskomitees                          | Iwan Tertel             |
| Vorsitzender des staatlichen Kontrollausschusses                    | Leonid Anfimov          |
| Vorsitzender des staatlichen militärisch-industriellen Ausschusses  | Raman Galoutschanka     |
| Vorsitzender des Staatsausschusses für Eigentum                     | Andrej Gajeu            |
| Vorsitzender des Staatsausschusses für Wissenschaft und Technologie | Aljaksandr Schumilin    |
| Vorsitzender des Staatsausschusses für Normung                      | Waljanzin Tataryzki     |
| Vorsitzender des Staatsgrenzausschusses                             | Anatol Lapo             |
| Vorsitzender des staatlichen Zollausschusses                        | Juryj Sjanko            |